# Louis-Nicolas Cabat
Louis-Nicolas Cabat (n. 6 decembrie 1812, Paris, Primul Imperiu Francez – d. 13 martie 1893, Paris, Franța) a fost un pictor peisagist francez.
A fost unul dintre cei mai iluștri elevi ai lui Camille Flers. Membru al Accademia di San Luca din Roma, Cabat a fost ales membru al Académie des Beaux-Arts al Institute de France în 1867 și a fost director al Academiei Franceze din Roma în perioada 1879-1884.
În 1883 Cabat a călătorit în Franța alături de prietenii săi Constant Troyon și Jules Dupré, căutând peisaje pe care să le picteze.